# Hackspettartade fåglar
Hackspettartade fåglar (Piciformes) är en ordning av fåglar med sju levande familjer:
- Familj Megalaimidae – asiatiska barbetter, 35 arter
- Familj Lybiidae – afrikanska barbetter, 43 arter
- Familj Capitonidae – amerikanska barbetter, 15 arter
- Familj Semnornithidae – tukanbarbetter: 2 arter
- Familj Ramphastidae – tukaner, 37 arter
- Familj Indicatoridae – honungsvisare, 16 arter
- Familj Picidae – hackspettar, cirka 235 arter

Ordningen står närmast jakamar- och trögfåglar i Galbuliformes. Denna inkluderades tidigare i Piciformes, men urskiljs vanligen som en egen ordning då DNA-analyser visar att de bildar en egen evolutionär utvecklingslinje. Hackspettarna (Picidae) och honungsvisarna (Indicatoridae) är de två familjer som är närmast besläktade.
Två fossila familjer finns även beskrivna, Primoscenidae och Miopiconidae. Därtill placeras två basala fossila taxa i ordningen: 
- Släkte Rupelramphastoides (fossil; tidig oligocen från Frauenweiler i Tyskland) - kanske tukan?
- Släkte Capitonides (fossil; tidig till mellanmiocen från Europa) - kanske tukan, barbett (Lybiidae, Megalaimidae) eller tillhörnade en egen familj Capitonididae?

Ytterligare två okategoriserade taxa finns beskrivna:
- Piciformes gen. et sp. indet. IRScNB Av 65 (fossil; tidig oligocen från Boutersem i Belgien)
- Piciformes gen. et sp. indet. SMF Av 429 (fossil; sen oligocen från Herrlingen i Tyskland)